# Jerónimo José de Andrade Sequeira
Jerónimo José de Andrade Sequeira foi um político português.

## Família
Filho de Joaquim José de Andrade Sequeira (Nisa, Alpalhão, 16 de Julho de 1849 - ?), Licenciado em Medicina pela Faculdade de Medicina da Universidade de Coimbra, e de sua mulher (Nisa, Alpalhão, 21 de Abril de 1874) Ana Joaquina Temudo Frade (Niza, Alpalhão, 1837? - ?), neto paterno de António José de Andrade Sequeira e de sua mulher Antónia Joaquina da Cunha e neto materno de António Gonçalves Temudo Frade e de sua mulher Ana Joaquina da Conceição. Irmão de José António de Andrade Sequeira.

## Biografia
41.º Governador Civil do Distrito de Portalegre de 29 de Dezembro de 1900 a 18 de Outubro de 1904, 44.º Governador Civil do Distrito de Portalegre de 22 de Março de 1906 a 17 de Maio de 1906 e 49.º Governador Civil do Distrito de Portalegre de 27 de Junho de 1910 a 5 de Outubro de 1910, tendo sido afastado com a Implantação da República Portuguesa, ocupando o posto o seu próprio irmão.